# تالافان
بلدية تالافان (بالإسبانية: Talaván)‏، هي بلدية تقع في مقاطعة قصرش والتي تقع في منطقة إكستريمادورا، غرب إسبانيا.
يبلغ عدد سكانها 967 نسمة وفقاً لإحصائية سنة (2002).